# Leers (Adelsgeschlecht)

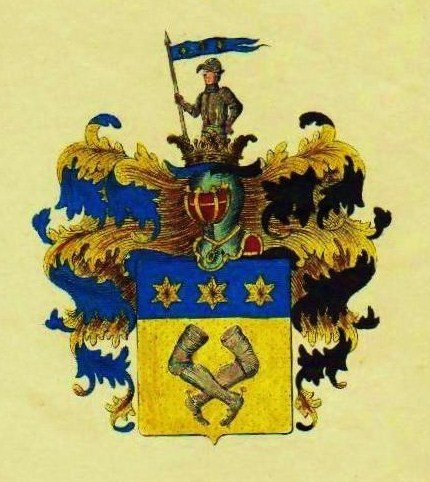
Wappen derer von Leers

Leers ist der Name eines aus Aachen stammenden Geschlechts, das ab 1619 in Lübeck und Hamburg ansässig wurde, ab 1786 auf Gütern in Mecklenburg, und das 1791 in den Reichsadelsstand erhoben wurde.

## Geschichte

### Ursprünge
Erstmals erwähnt wird die Familie 1567 mit Paulus Leers, Greve der Brauerzunft in Aachen, der sich den Reformierten anschloss und 1577 Gemeindeältester wurde. Der Name Leers lässt auf eine niederländische Herkunft schließen, zumal seit der zunehmenden Verfolgung der Calvinisten in den Niederlanden unter der spanischen Herrschaft Philipps II. viele protestantische Immigranten nach Aachen einwanderten, was die Aachener Religionsunruhen verstärkte.
Paulus’ Bruder Arnold Leers war 1581 Ältester der reformierten Gemeinde. Paulus’ Söhne Johann d. Ä. und Wilhelm waren ebenfalls Brauer, Johann 1580 auch Ratsherr. Beide wurden nach dem Sturz der protestantischen Herrschaft 1598 geächtet, dann 1602 nach Auferlegen einer Geldbuße wieder begnadigt. Zu dieser Zeit verließen einige Familienmitglieder aus religiösen Gründen die Stadt. Paulus’ Enkel, der Kupfermeister Johann Leers d. J. (* ca. 1595; † 1636) hatte Katharina von Beeck, die Tochter des Aachener Bürgermeisters Jobst von Beeck, geheiratet. Sein Bruder Matthias (* 1605; † vor 1671) war zuerst Beckenschläger, dann Kupfermeister und wanderte nach Hamburg aus, wo er 1629 Bürger wurde. Sein Vetter Heinrich (* vor 1600; † ca. 1671), Sohn Arnolds d. J. und ebenfalls Beckenschläger, war schon 1619 Bürger in Lübeck geworden; beide kauften 1645 zusammen die Kupfer- und Messing-Mühlen an der Steinau in Mannhagen. Heinrich gehörte 1632 der Landfahrer-Krämer-Compagnie zu Rostock und seit 1650 auch den Schonenfahrern zu Lübeck an. Dessen Sohn Heinrich (* 1619; † 1659) kaufte 1652 die erste Kupfermühle auf der Bäk; er war ebenfalls Schonenfahrer.

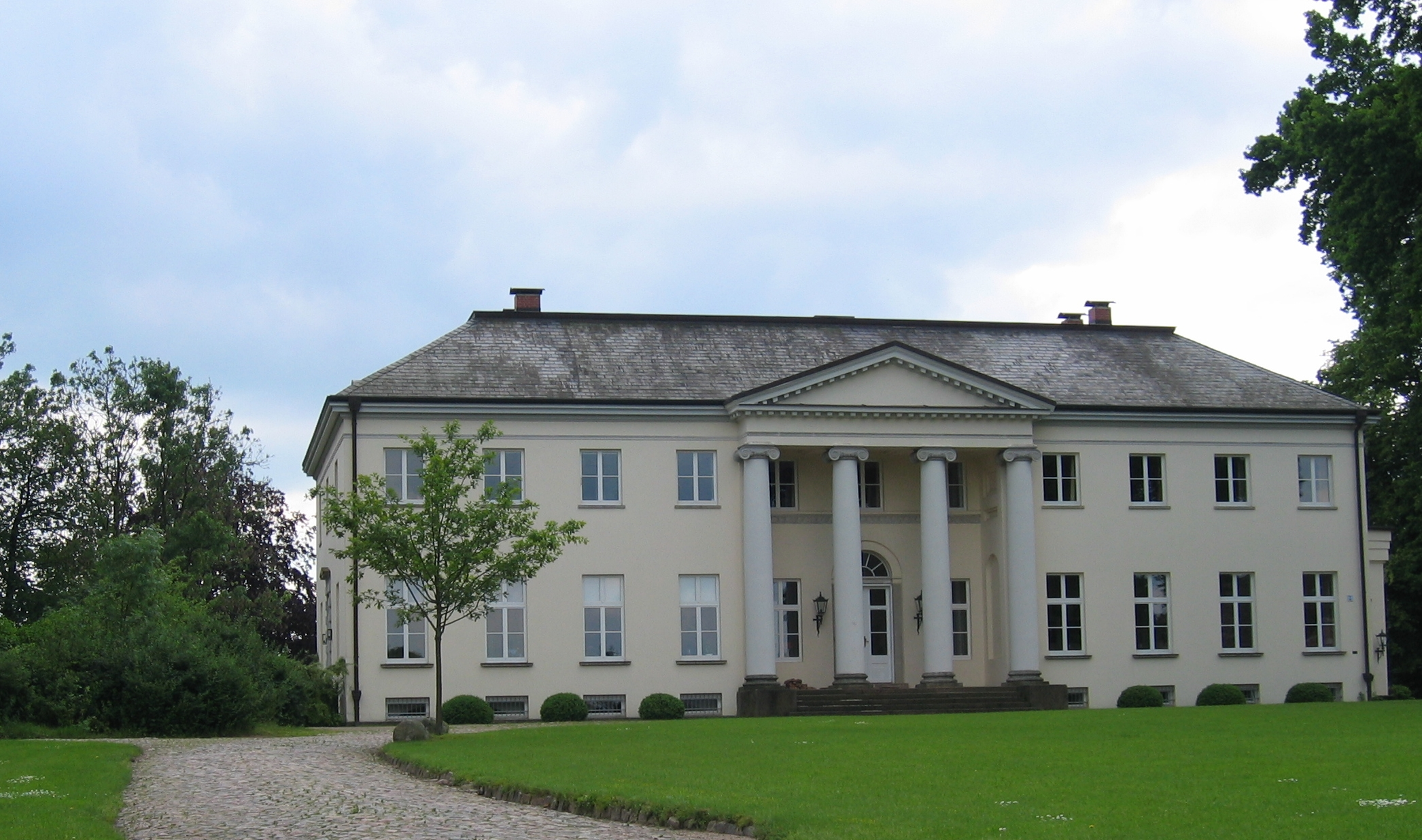
Herrenhaus Schönfeld

### Ausbreitung und Besitzungen
Matthias’ Urenkel Johann Jakob Leers (* 1732; † 1814) war Handelsherr in Hamburg und Besitzer von Kupfermühlen und Messingfabriken in Mecklenburg und Holstein. Er amtierte auch als mecklenburgischer Geheimer Finanz- und Domänenrat in Schwerin. 1786 kaufte er das Gut Vietlübbe und 1791 wurde er durch Kaiser Leopold II. geadelt. 1817 kaufte sein gleichnamiger Sohn Johann Jakob (* 1782; † 1855) die Güter Schönfeld, mit Mühlen Eichsen, Groß Eichsen und Goddin. Aus seinen Gütern stiftete er drei Fideikommisse. 1820 ließ er vom Lübecker Baumeister Joseph Christian Lillie in Schönfeld ein klassizistisches Herrenhaus erbauen. 1821 wurde die Familie in die Mecklenburgische Ritterschaft aufgenommen (rezipiert).
Im Einschreibebuch des Klosters Dobbertin befinden sich drei Eintragungen von Töchtern der Familien von Leers aus Schönfeld zur Aufnahme in das dortige adelige Damenstift.
In der zweiten Hälfte der 1920er Jahre verlor die Familie die Güter durch Konkurs und Verkauf: Vietlübbe 1928 mit 707 ha, Schönfeld 1930 mit 849 ha. Mühlen-Eichsen mit Zubehörungen in Groß-Eichsen und Goddin konnte dagegen durch Axel von Leers bis zur Bodenreform gehalten werden.

## Wappen

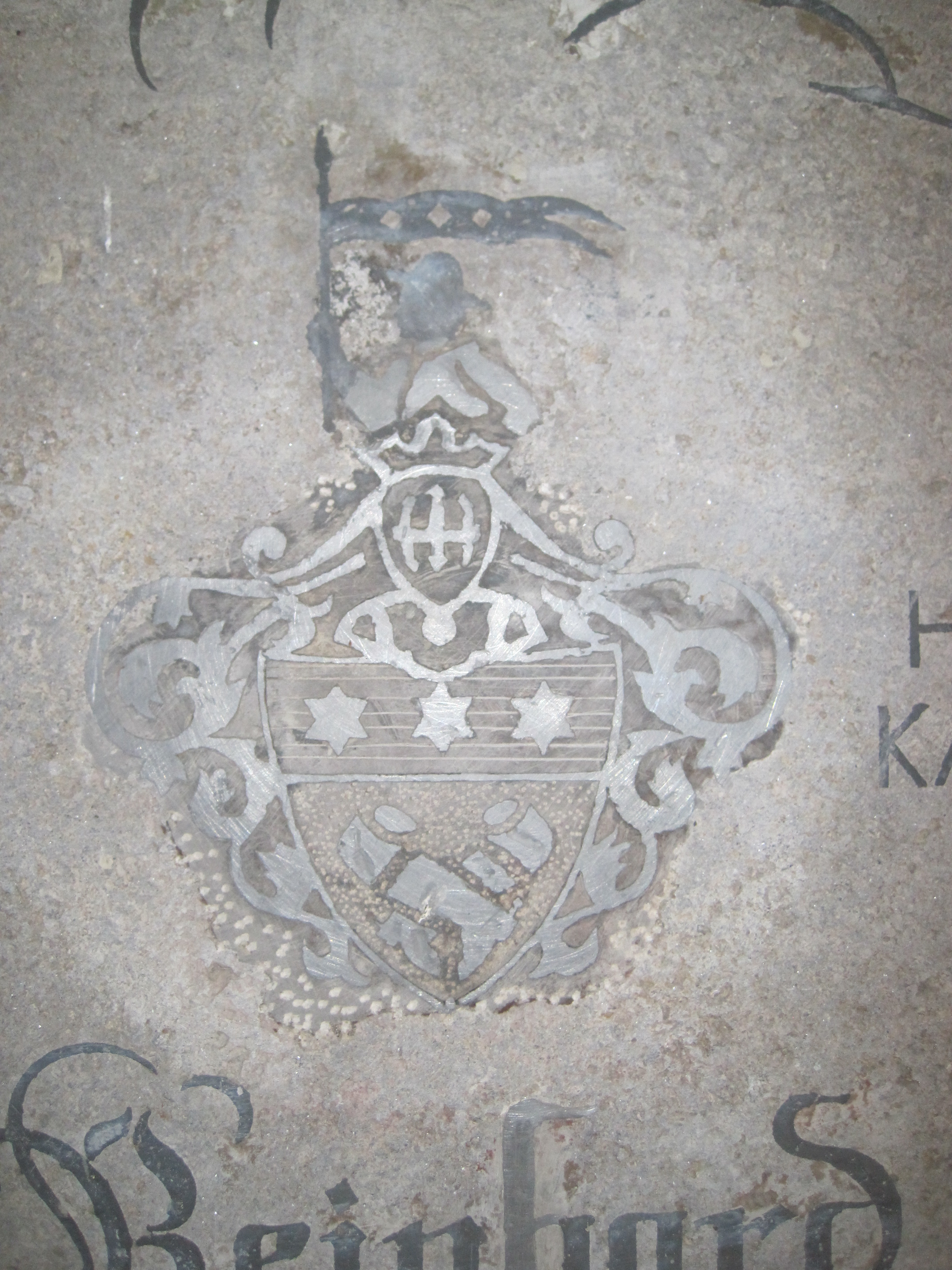
Wappen auf dem Grabstein Reinhard von Leers' auf Schönfeld in der Johanniter-Kirche Groß Eichsen

In einem goldenen Feld zwei ins Kreuz gelegte, mit den Füßen nach unten und einwärts, mit den umgebogenen Schenkeln nach oben und einwärts gekehrte Beinschienen natürlicher Farbe unter einem blauen Schildhaupt, in dem drei goldene Sterne nebeneinander zu sehen sind. Auf dem gekrönten Helm ein nach rechts und vorwärtsgekehrter geharnischter Mann, der in der rechten Hand ein zweispitziges blaues mit drei goldenen Sternen belegtes Fähnlein hält und den linken Arm in die Seite stützt. Die Helmdecken sind rechts gold und blau, links gold und schwarz.

## Namensträger
- Johann Jacob von Leers (* 1783; † 1855), Stifter von drei Fideikommissen, großherzoglich mecklenburg-schwerinscher Oberst und Landrat, 1837–1847 Provisor im Kloster Dobbertin[7] spät. seit 1848 Hauptdirektor,[8] hier als Vertreter des Mecklenburgischen Kreises, des Mecklenburgischen Ritterschaftlichen Kreditvereins
- Walter von Leers (* 1866; † 1932),[9] Herausgeber[10] der Zöglingsverzeichnisse I und II, namentlich auch III, der Ritterakademie Brandenburg
- Johann von Leers (* 1902; † 1965), Antisemit, Nationalsozialist, Autor und Historiker
- Kurt Mathias von Leers (* 1912; † 1945), Theologiestudent und Priesteramtskandidat, nach KZ-Haft an deren Folgen verstorben